# Sørøveri ud for Somalia
Sørøveri ud for Somalias kyst har været en trussel mod den internationale søfart siden begyndelsen af Somalias borgerkrig i begyndelsen af 1990'erne. Siden 2005 har mange internationale organisationer, herunder Den Internationale Søfartsorganisation og World Food Programme udtrykt bekymring over stigningen i pirateriet. Pirateriet har bidraget til en stigning i forsendelsesomkostninger og hæmmet leveringen af fødevarehjælp. Halvfems procent af World Food Programs forsendelser ankommer ad søvejen, og skibene har krævet en militær ledsagelse.
I maj 2008 angreb islamiske krigere, der er imod den midlertidige forbundsregering, også piraterne. I august 2008 påtog Task Force 150 sig også at bekæmpe pirateriet ved at indføre et "Maritimt sikkerheds patruljeområde" (Engelsk: Maritime Security Petrol Areal (MSPA)) inden for Adenbugten. Den voksende trussel fra piratvirksomhed har også forårsaget betydelig bekymring i Indien, da de fleste af deres shippingruter passerer gennem Adenbugten. Den indiske flåde reagerede på disse bekymringer ved at udsende et krigsskib i regionen den 23. oktober 2008. I september 2008 meddelte Rusland, at det også snart vil tilslutte sig de internationale bestræbelser på at bekæmpe pirateriet. Men den russiske flådes krigsskibe vil udføre operationer uafhængigt.
Den 7. oktober 2008, vedtog FN's sikkerhedsråd, på grund af en stigning af hiJacks, resolution 1838 for at bekæmpe pirateriet ud for kysten af Somalia ved at udsende flådefartøjer og militærfly. På det 101. møde for International Maritime Organization krævede Indien oprettelsen af en fredsbevarende FN-styrke under samlet kommando for at bekæmpe pirateri ud for Somalia.
I november 2008, begyndte somaliske pirater at kapre skibe også uden for Adenbugten, sandsynligvis for at gå efter skibe der skal til havnen i Mombasa, Kenya.
Den 24. februar 2011, blev en dansk familie taget som gidsler af pirater i det Indiske Ocean og sejlet mod Somalia. Der var syv personer om bord. De blev frigivet efter 197 dage og udbetaling af en løsesum på 16 millioner kr.

## Metodologi
Piraternes måde at kapre skibe er blevet analyseret. Deres angrebsmønster er også fastlagt. De angriber for det meste om dagen med skibe der kan sejle 45 km/t. Som regel har de et moderskib, som de har fra andre skibe, som de har kapret. De skibe, som de har kapret er meget avanceret, hvilket gør, at de kan udvide deres arbejdsområde. Når de angriber, bruger de RPG og skydevåben. Som regel har de altid en aluminiumsstige, som de bruger til komme om bord. Dernæst prøver de at komme ind i kontrolrummet.